# Dig Yourself Deep
Albums de The Undertones
Get What You Need
(2003)
Dig Yourself Deep, sorti en 2007, est le sixième album du groupe The Undertones.

## Titres
1. Dig Yourself Deep
2. So Close
3. Here Comes The Rain
4. Everything You Say Is Right
5. Him Not Me
6. We All Talked About Love
7. Fight My Corner
8. Precious Little Wonder
9. Tomorrow'S Tears
10. Easy Way Out
11. Happy Valley
12. Move Right In
13. She's So Sweet
14. I'm Recommending Me